# ستفکووا
ستفکووا (به لهستانی:  Stefkowa) یک روستا در لهستان است که در گمینا اولشانگتسا واقع شده‌است.